# Theodor Rocholl (konstnär)
Theodor Rocholl,  född den 11 juni 1854 i Sachsenberg, Waldeck, död den 13 september 1933 i Düsseldorf, var en tysk målare. Han var son till teologen Rudolf Rocholl och far till skådespelaren Theodor Rocholl.
Rocholl studerade i Dresden, München (för Piloty) och Düsseldorf (för Wilhelm Sohn) samt blev soldat- och krigsmålare. Han utförde många målningar med motiv från tysk-franska kriget 1870-71 (en del finns i tyska museer), från turkisk-grekiska kriget 1897 (åt sultanen målade han Slaget vid Domokos) och från expeditionen till Kina 1900-01 (Waldersees intåg i Peking, med flera i Tyghuset i Berlin). Han utgav efter denna expedition praktverket Deutschland in Kina. Bland hans målningar märks för övrigt Kejsar Vilhelm I:s sista mönstring (1889, museet i Stettin), Bismarck och de tyska järnverksarbetarna, väggmålningen Tyska folkets ungdom (i Godesberg 1905) och åtskilliga genretavlor som I fiendeland, Rast i skogen med flera.